# Ilan Chet
Ilan Chet (hebrejsky: אילן חת, narozen 12. dubna 1939) je izraelský mikrobiolog a profesor na Hebrejské univerzitě v Jeruzalémě, respektive její zemědělské fakultě v Rechovotu. Je nositelem řady ocenění, včetně Wolfovy ceny za zemědělství. V letech 2001 až 2006 byl prezidentem Weizmannova institut věd.

## Biografie
Narodil se v Haifě ještě za dob britské mandátní Palestiny. Vysokoškolské vzdělání v oboru mikrobiologie získal na Hebrejské univerzitě v Jeruzalémě, kde postupně získal tituly BSc. (1962), MSc. (1964) a PhD.
Chet je průkopníkem na poli biologické kontroly rostlinných patogenů. Jeho výzkum se zabývá biologickou kontrolou nemocí rostlin za použití k přírodě šetrných mikroorganismů s důrazem na základní, aplikované a biotechnologické aspekty tohoto oboru. V mezinárodních vědeckých periodikách publikoval více než 300 článků, byl redaktorem tří oborových knih a je držitelem 30 patentů.

## Pocty a ocenění
Za svou práci byl Chet oceněn řadou ocenění a vyznamenání. Patří mezi ně:
- 1990 – Rothschildova cena za zemědělství
- 1991 – čestný doktorát na univerzitě v Lundu
- 1994 – Max-Planck Award for Distinguished Research
- 1996 – Japanese Arima Prize za aplikovanou mikrobiologii
- 1996 – Izraelská cena za zemědělství[3]
- 1998 – Wolfova cena za zemědělství[1]

Od roku 1998 je členem Izraelské akademie věd a v letech 2001 až 2006 byl prezidentem Weizmannova institutu věd.